# Flexplay
Flexplay — торговая марка, снятого с производства DVD-совместимого формата оптических видеодисков с ограниченным по времени (48 часов) сроком воспроизведения. Их часто описывают как «самоуничтожающиеся», хотя диск просто становится чёрным или темно-красным, при этом оставаясь целым в физическом плане. Эта технология была запущена в августе 2003 года как совместная разработка, вместе с компанией Disney Buena Vista Home Entertainment под названием eZ-D.

## Происхождение
Технология изначально задумывалась как альтернатива краткосрочному прокату только что выпущенных фильмов. Поскольку диск можно использовать в любом проигрывателе DVD-дисков, производители надеялись, что Flexplay преуспеет в тех сегментах рынка, где другие технологии ограничения распространения DVD, такие как DIVX, потерпели неудачу. Пробные продажи дисков eZ-D начались в августе 2003 года, но были отменены досрочно, когда потребители отвергли эту концепцию. Во избежание каннибализации рынка DVD фильмы стали продаваться на eZ-D спустя определённый срок (от 2 месяцев до нескольких лет) после оригинального издания на DVD по цене 6,99 доллара США, что значительно ограничило потребительский спрос.
SpectraDisc была ещё схожей технологией, и 13 января 2003 года Flexplay Technologies приобрела все активы SpectraDisc Corporation. Диски SpectraDisc имели тот же принцип работы, что и у дисков Flexplay, однако не были изначально красными и становились после некоторого времени синими вместо черных.

## Технические характеристики
Диски Flexplay не имеют логотипа DVD. На вопрос, соответствуют ли диски Flexplay стандартам DVD Forum, представитель компании ответил, что «диски Flexplay производятся для чтения на обычных, соответствующих спецификациям DVD Forum, DVD-плеерах».
Диск Flexplay поставляется в вакуумной упаковке. Внутри диска содержится прозрачный краситель в смоляном клее между слоями диска, вступающий в реакцию с кислородом. Когда упаковка вскрывается, слой меняет цвет с прозрачного на чёрный примерно в течение 48 часов, что делает диск непригодным для дальнейшего использования, ввиду невозможности считывания с него данных. В неоткрытой упаковке срок годности запечатанной упаковки составляет «около года». Пластик диска также содержит красный краситель, который предотвращает проникновение в диск синих лазеров, которые бы могли проникать через слой затемняющей краски.
Диски Flexplay представляют собой двухслойные диски стандарта DVD-9. Замена смоляного клея приводит к минимальным изменениям в производственном процессе дисков. На время потемнения можно влиять, изменяя точный состав смолы. Для дисков стандарта DVD-5, где на оптическом пути нет слоя смоляного клея, можно использовать поверхностное покрытие, обладающее схожими свойствами.
По словам поставщика, «диски Flexplay полностью пригодны для вторичной переработки и соответствуют всем экологическим стандартам». Некоторые экологические группы одобрили этот продукт благодаря планам Flexplay по переработке и партнёрству с лидерами экологической отрасли, такими как GreenDisk, что привело к созданию первого в истории метода переработки DVD-дисков. Другие, например Grass Roots Recycling Network, высказывались против создания недолговечной версии долговечного продукта.

## Химия
Реактивный слой содержит полимерную смолу, которая действует как носитель определённого лейкосоединения, окисляющегося при контакте с кислородом воздуха с образованием непрозрачного или полупрозрачного материала.
Вот некоторые из использованных красителей: метиленовый синий, берлинская лазурь, бриллиантовый крезиловый синий, толуидиновый синий, основной синий, метиленовый зелёный, синий Тейлора, зелёный Янус, синий Мелдолы, тионин, нильский синий и целестиновый синий. Лейкосоединение получают методом химического восстановления с использованием подходящего восстановителя. Метод, используемый Flexplay и SpectraDisc, в качестве красителя использует метиленовый синий, восстановленный дитионитом натрия.
Чтобы предотвратить запуск окисления во время изготовления дисков и избежать необходимости производства в инертной атмосфере, лейкосоединения дополнительно химически модифицируют до их блокированных форм. Такие блокированные лейкосоединения являются предшественниками красителей, которые образуются в результате медленной контролируемой химической реакции. Лейкометиленовый синий может реагировать с триизопропилсилилтрифторметансульфонатом с образованием триизопропилсилилоксикарбониллейкометиленового синего (TIPSOCLMB), стабильного в присутствии кислорода. В присутствии нуклеофильных реагентов, например воды, заблокированное соединение подвергается гидролизу с высвобождением незаблокированного красителя. Эта реакция протекает медленно (от нескольких дней до недели).
Скорость окисления деблокированного лейкокрасителя зависит от pH матрицы полимерной смолы. При добавлении основных соединений (например, 1,4-диазабицикло[2.2.2]октана (DABCO) или других аминов) pH увеличивается, и соответственно увеличивается скорость реакции. Соответственно, добавляя сильные протокислоты (например, камфорсульфокислоту), можно снизить скорость реакции и продлить срок службы диска.
Остаточный кислород можно удалить из субстрата, используемых для изготовления дисков, путем хранения их в вакууме или в бескислородной атмосфере (например, в чистом азоте) в течение определённого периода времени (от часов до дней). В качестве альтернативы к полимерному составу можно добавить поглотитель кислорода (к примеру, соли железа (II), соли олова (II) или металлоорганические соединения), который бы реагировал с кислородом быстрее, чем происходит гидролиз красителя.
Время реакции можно дополнительно регулировать добавлением иных веществ. Поскольку скорость диффузии кислорода через полимерный слой более или менее постоянна, запас подходящих антиоксидантов (например, металлоорганических соединений), мог бы защищать красящий полимер на диске в течение некоторого времени. Только после израсходования антиоксиданта лейкосоединение начало бы окисляться, тем самым бы достигался необходимый период задержки, до начала реакции с последующей быстрой деградацией отражательной способности. В качестве металлоорганического антиоксиданта здесь может быть использован этилгексаноат двухвалентного олова. Можно использовать различные растворимые в смоле соединения олова(II) и железа(II), например хелаты и соли жирных кислот. Другие используемые соединения представляют собой, например, гидрохиноны, алкилгидроксиламины, дитионаты, восстанавливающие сахариды (например, глюкозу), α-гидроксикетоны (например, гидроксиацетон), замещенные гидриды бора и гидриды кремния.
Окисленные красители в дисках с истекшим сроком годности поглощают в основном длину волны современных диодных лазеров используемых в DVD-проигрывателях (красный цвет, 650 нм). Однако новое поколение дисков предназначено для использования синих лазеров на 450—460 или даже 405 нм (Blu-ray), для которых метиленовый синий практически прозрачен. Хотя SpectraDisc не приняла это во внимание, диски Flexplay покрыты фильтром красного цвета, блокирующим чтение диска синими лазерами независимо от степени окисления соединения. Для этой цели можно использовать акридиновый желтый вместе с 9,10-бис(фенилэтинил)антраценом и набором различных азокрасителей, ароматических углеводородов и других красителей. Красители можно добавлять непосредственно в поликарбонатную смолу, из которой изготовлены диски.
Кроме того, в патенте предлагается использовать другие методы запланированного устаревания диска вместе с основным; главная идея разработчиков технологии заключается в том, что, хотя механизм окисления красителя препятствует чтению диска современными потребительскими технологиями, информация на диске, записанная в виде ямок в отражающем слое, остается неповрежденной и может быть восстановлена. Для этого более медленного и менее контролируемого «резервного» метода уничтожения данных предлагается множество других механизмов, от коррозии отражающих слоев до разрушения полимерной матрицы самого диска.

## Релизы
В 2003 году компания Disney объявила, что выпустит некоторые их релизов на дисках Flexplay ez-D («Пираты Карибского моря: Проклятие Чёрной жемчужины», «Дневник Бриджит Джонс», «Рекрут», «Клетка для кроликов», «Цыпочка», «25-й час», «Рай», «Эквилибриум», «Фрида» и «Знаки»).
Диски были впервые выпущены в продажу в Остине, Техас. Одна из продуктовых сетей отказалась от дисков в феврале 2004 года, заявив: «Оказалось, что это не тот товар, который искали наши покупатели».
В 2004 году Flexplay была куплена The Convex Group, которой также принадлежат бренды Lidrock и HowStuffWorks. Диски Flexplay стоили к тому времени около 4,99 доллара США, что было сопоставимо с ценой двухдневного проката DVD.
Первым диском Flexplay, получившим повсеместное распространение в США, был рождественский фильм 2004 года под названием «Ноэль», чей релиз был одновременным как в кинотеатрах, так и на телевидении и на дисках Flexplay. Кинотеатры были возмущены одновременным выпуском, и в результате фильм фактически демонстрировался только в нескольких десятках кинотеатров.